# Obey (Bring Me the Horizon e Yungblud)
Obey è un singolo del gruppo musicale britannico Bring Me the Horizon e del cantante britannico Yungblud, pubblicato il 2 settembre 2020 come secondo estratto dal settimo album dei Bring Me the Horizon Post Human: Survival Horror.

## Video musicale
Il video, reso disponibile insieme all'uscita del singolo, è stato diretto dal frontman Oliver Sykes. Nel video, che vede la partecipazione, oltre che di quest'ultimo, di Yungblud, i due cantanti controllano due robot giganteschi che combattono tra di loro, che verso la fine del video si ribelleranno ai rispettivi padroni e si innamorano l'uno dell'altro, con lo stupore e la compiacenza dei due padroni.

## Tracce
Testi e musiche di Oliver Sykes, Jordan Fish e Dominic Harrison.
1. Obey – 3:40

## Formazione
Gruppo
- Oliver Sykes – voce
- Jordan Fish – cori, programmazione
- Lee Malia – chitarra
- Matt Kean – basso
- Matthew Nicholls – batteria

Altri musicisti
- Yungblud – voce
- Mick Gordon – sintetizzatore, percussioni aggiuntive
- Sam Winfield – cori
- Tom Millar – cori
- Giles Stelfox – cori
- Luke Burywood – cori
- Clayton Deakin – cori
- Jordan Baggs – cori

Produzione
- Jordan Fish – produzione, ingegneria del suono
- Oliver Sykes – produzione, ingegneria del suono
- Mick Gordon – produzione aggiuntiva
- Zakk Cervini – missaggio, registrazione voce di Yungblud
- Chris Athens – mastering
- Carl Brown – registrazione batteria

## Classifiche
| Classifica (2020)                | Posizione massima |
| -------------------------------- | ----------------- |
| Regno Unito                      | 37                |
| Regno Unito (rock & metal)       | 1                 |
| Stati Uniti (hard rock)          | 1                 |
| Stati Uniti (rock & alternative) | 21                |